# Ambiente de trabalho japonês
Muitos dentro e fora do Japão compartilham uma imagem do ambiente de trabalho japonês que é baseada no "recrutamento simultâneo de novos formandos" (新卒一括採用, Shinsotsu-Ikkatsu-Saiyō) e no modelo de "emprego vitalício" (終身雇用, Syushin-Koyō)" usados por grandes empresas bem como possui uma reputação de longas horas de trabalho e uma forte devoção à própria empresa. Afirma-se que esse ambiente reflete as condições econômicas que começaram na década de 1920, quando as principais corporações que competiam no mercado internacional começaram a acumular o mesmo prestígio que antigamente havia na relação daimyo-servo do Japão feudal até a Restauração Meiji. As empresas mais prestigiadas recrutariam e teriam os melhores trabalhadores ao oferecer melhores benefícios e a verdadeira segurança no trabalho perpétuo. Na década de 1960, o emprego em uma grande companhia havia se tornado a meta dos filhos da nova classe média, a busca que exigia a mobilização dos recursos da família e uma grande perseverança individual a fim de atingir o sucesso em um sistema educacional extremamente competitivo.
Esperava-se que os empregados trabalhassem duro e demonstrassem lealdade à firma, em troca de algum nível de segurança no emprego e benefícios, tais como subsídios à moradia, bons seguros, o uso de instalações recreativas, além de bônus e pensões. Os salários começam baixos, mas a experiência é recompensada, com promoções baseadas em uma combinação de antiguidade e habilidade. A liderança não é baseada em assertividade ou tomada de decisões rápida mas na habilidade de criar consensos, levando em conta as necessidades dos subordinados. As pesquisas indicam uma preferência por chefes que demandam mas mostram preocupação pelas vidas privadas dos trabalhadores em relação a chefes que demandam menos interessados apenas na performance no trabalho. Este sistema recompensa o comportamento que demonstra identificação com o esforço do time, demonstrado ao cantar a canção da empresa, não tirando todos os dias de férias e compartilhando os créditos pelo sucesso do trabalho em grupo. O orgulho do trabalho de alguém é expresso através da competição com outras seções da companhia e entre a empresa de alguém e outras empresas em linhas semelhantes de negócios. Assim, os indivíduos são motivados a manter o wa (harmonia) e a participar de atividades em grupo, não apenas no trabalho mas também na socialização depois do expediente (nomikai). A imagem de lealdade ao grupo, no entanto, pode ser mais que uma questão de ideologia do que de prática, especialmente para pessoas que não chegam ao topo.

## Empresas menores
Nem todo trabalhador goza dos benefícios de tais práticas e ambientes de trabalho. Embora 64% dos domicílios em 1985 dependessem de salários para manter sua renda, a maior parte desses trabalhadores eram empregados por firmas pequenas ou médias que não poderiam  arcar com os benefícios ou atingir o sucesso das grandes empresas, apesar das melhores intenções de seus proprietários. Mesmo nas grandes corporações, as distinções entre empregados permanentes e temporários torna muitos trabalhadores, principalmente mulheres, inelegíveis para benefícios e promoções. Esses trabalhadores também são os primeiros a serem demitidos em condições de crise nos negócios. O estudioso japonês Dorinne K. Kondo compara o status dos trabalhadores permanentes e temporários com as distinções de Bachnik entre membros permanentes e temporários de um "ie" (家, ver família japonesa), criando níveis dentro e fora de uma firma. As tradições do empreendedorismo e da herança dos meios de subsistência continuaram entre os mercadores, artesãos, fazendeiros e pescadores, aproximadamente 20% da força de trabalho em 1985. Esses trabalhadores desistiram da segurança em nome da autonomia e, quando economicamente necessitados, complementam a renda familiar com salários de empregos. Tradicionalmente, tais negócios usam trabalho familiar não pago. Mas as esposas ou mesmos os maridos provavelmente vão trabalhar em fábricas ou escritórios e deixam esposas ou os pais aposentados para trabalhar na fazenda ou cuidar da loja. Por um lado, políticas de descentralização fornecem empregos na fábrica para famílias que cultivam em meio-período, mas por outro, o desemprego criado pela desindustrialização afeta o ambiente rural bem como os trabalhadores urbanos. Considerando que o desemprego é baixo no Japão comparando com outras nações industrializadas (menos de 3% no final da década de 1980) e cerca de 400 000 trabalhadores não compartilham a segurança e riqueza gozada por aqueles empregados com benefícios de emprego vitalício.
A força de trabalho do Japão cresceu menos de 1% ao ano na década de 1970 e 1980. Em 1991, ela permaneceu em 62,4% da população total com mais de quinze anos de idade, um nível que pouco mudou desde 1970. A participação na força de trabalho difere com a idade e o gênero, e era semelhante a de outras nações industrializadas em sua distribuição relativa entre setor primário, secundário e terciário. A porcentagem de pessoas empregadas no setor primário (agricultura, florestal e pesca) caiu de 17,4% em 1970 para 7,2% em 1990 e projetava-se uma queda de 4,9% em 2000. A porcentagem da força de trabalho empregada na indústria pesada era de 33,7 em 1970 e caiu para 33,1 em 1987, esperando ser 27,7% em 2000. A indústria leve empregava 47% da força de trabalho em 1970 e 58% em 1987. Esperava-se que o setor empregasse 62% em 2000. Durante a década de 1970 e 1980, mais de 95% de todos os homens entre 25 e 54 anos estavam na força de trabalho, mas a proporção caía bastante após a idade de aposentadoria de 55 (em 1990 a idade de aposentadoria para a maioria dos homem aumentou para 60). As mulheres participavam mais ativamente no mercado de trabalho com 20 e poucos anos e entre 35 e 54 (ver Mulheres trabalhadoras no Japão). A taxa de desemprego (2,2% em 1992) foi consideravelmente menor que em outros países industrializados, mas ela dobrou após o colapso da bolha financeira e imobiliária do Japão. O desemprego jovem é atualmente um problema considerável em muitas regiões.
Os salários variam de indústria e do tipo de emprego. Aqueles que ganham os maiores salários são de trabalhadores permanentes em firmas que possuem mais de 30 empregados e aqueles trabalhadores no setor financeiro, setor imobiliário, serviços públicos, petróleo, publicidade e indústrias de alta tecnologia. Os pagavam menos eram os setores têxtil, de vestuário, de móveis e produtos de couro. Os fazendeiros médios ganham ainda menos, mas podem se beneficiar da valorização de suas terras bem como de laços políticos poderosos com o Partido Liberal Democrata.
Durante o período de forte crescimento econômico de 1960 a 1973, os níveis de salários subiram rapidamente. Os salários nominais aumentaram na média 13% ao ano enquanto os salários reais subiram 7% por ano. Os níveis salarias, então, estagnaram com a diminuição do crescimento econômico. Entre 1973 e 1987, os aumentos nominal e real anuais caíram 8% e 2%, respectivamente. Os salários começaram a crescer em 1987 com o aumento do valor do iene. Em 1989, os trabalhadores empregados que receberam os maiores salários no ano anterior foram os empregados de editoras (6,7%), seguidos pelo varejo e atacadistas (6%) e hotéis (5,7%). Os trabalhadores no aço (2,5%) e construção naval (4,2%) foram os que receberam menos. Os salários de trabalhadores administrativos e técnicos eram cerca de 20% mais altos que dos trabalhadores da produção. No final da década de 1980, com os salários nas indústrias de manufatura que tinham 500 ou mais empregados indexado a 100, as empresas com 100 a 499 empregados tiveram um índice de 79, enquanto aquelas com 99 empregados um índice de 64 e aquelas com 5 a 29 empregados um índice de 56,6. A diferença entre os salários pagos para quem tinha o ensino médio e quem era formado na faculdade era pequena mas aumentava à medida que os empregados envelheciam. Os salários tinham um pico com 55 anos, quando os primeiros recebiam apenas 60 a 80% dos salários dos últimos.
No modelo padrão, os trabalhadores recebem dois bônus generosos junto com seus salários regulares, um no meio do ano e outro no final do ano. Em 1988, os trabalhadores em grandes empresas receberam bônus equivalentes ao pagamento de 1,9 meses enquanto os trabalhadores de pequenas empresas ganharam bônus iguais a 1,2 meses de salário. Além dos bônus, os trabalhadores japoneses receberam uma série de benefícios, como subsídios, incentivos, remuneração por condições especiais de trabalho, subsídios para o bom atendimento e subsídios de custo de vida.

## Condições de trabalho
As condições de trabalho variam de firma para firma. Na média, os empregados trabalharam 46 horas por semana em 1987. Os empregados das maiores corporações trabalharam em dois sábados por mês, enquanto aqueles na maioria das firmas pequenas trabalharam seis dias por semana. Enfrentando a crítica internacional de horas de trabalho excessivas no Japão, em janeiro de 1989 as agências públicas começaram a fechar dois sábados por mês. Os sindicatos tornaram a redução das horas de trabalho uma parte importante de suas demandas e muitas firmas maiores responderam de uma maneira positiva. As horas de trabalho no Japão gradativamente diminuíram.Em 1986, o empregado médio trabalhou 2 097 horas no Japão, em comparação com as 1 828 horas no Reino Unido e 1 702 na França. Em 1995, as horas anuais médias no Japão haviam caído para 1 884 horas e em 2009 para 1 714 horas. O trabalhador médio japonês recebe quinze dias de feris pagas por ano mas geralmente tira somente sete dias.Predefinição:Verifysource
Nos últimos anos, os contratos "haken" para Empregos no Japão gradativamente se tornaram mais populares entre as grandes empresas. Juntamente com o tamanho decrescente da força de trabalho japonesa, as horas médias trabalhadas em uma semana aumentou nas empresas médias e grandes. Em Tóquio, é comum para muitos empregados trabalhar doze ou mais horas em um dia em certos setores, embora os contratos prevejam 8 horas de trabalho. Em muitas empresas, há previsão de limite de pagamento de horas-extras no contrato. Geralmente as primeiras 20 a 40 horas-extras são pagas e as demais não.

## Karōshi
Karoshi é um termo que se refere a morte pelo excesso de trabalho no ambiente de trabalho japonês. Ele ocorre devido a um grande volume de estresse por trabalhar 60 ou mais horas em uma semana.